# Старые Ивайтенки
Старые Ивайтенки — село в Унечском районе Брянской области в составе Ивайтёнского сельского поселения.

## География
Находится в центральной части Брянской области на расстоянии приблизительно 29 км на восток-юго-восток по прямой от вокзала железнодорожной станции Унеча.

## История
Известно с XVIII века как Ивайтенки. В 1732 году здесь насчитывалось 140 дворов. Среди владельцев села были Сковородка, Тарайковский и Гудовичи. В 1917 году имение Гудовичей было разграблено и разрушено. По переписи 1926 года здесь числились хутор Ивайтенка (23 хозяйства) и деревня Ивайтёнки (и свыше 100 хозяйств). В 1859 году здесь (село Мглинского уезда Черниговской губернии) учтено было 56 дворов, в 1892—4.

## Население
Численность населения: 612 человек (1859 год), 25 (1892), 103 человека (русские 100 %) в 2002 году, 64 в 2010.